# Bertolecija
Bertolécija (znanstveno ime Bertholletia excelsa) je listnato drevo, samoniklo rastoče v tropskih predelih Brazilije, Gvajane, Venezuele, vzhodne Kolumbije, vzhodnega Peruja in vzhodne Bolivije. Raste razpršeno v velikih pragozdovih ob bregovih Amazonke, Rio Negra in Orinoka. Svoje ime je dobilo po francoskem kemiku Claudeu Louisu Bertholletu (1748-1822). Plodovi tega drevesa vsebujejo semena, ki jih imenujemo brazilski oreščki (tudi brazilski orehi, paranski orehi ipd.).

## Opis
Bertolecija je med 30 in 40 m visoko drevo, ki doseže en meter v premeru in je prekrito z razpokano skorjo. Krošnja tega drevesa je okrogla, vendar ne preveč razširjena in se začne razraščati šele visoko na deblu. Listi so dolgi do 50 cm, ovalne oblike in usnjatega videza. Listne žile ne segajo do roba listov. Cvetovi so kobulasti, dvospolni in kremnorumene barve ter imajo po šest venčnih listov.
Plod je okrogel ali ovalen oreh s trdo zunanjo lupino, v njem pa je okoli 20 trikotnih semen s trdo, hrapavo lupino. Užitno jedrce teh semen je polnega okusa in vsebuje veliko (do 67 %) olja, ki ga iz njih tudi pridobivajo. Jedrca so užitna kot vsi drugi orehi, sveža ali posušena.